# Chamb
Chamb (tjeckiska: Kouba) är ett vattendrag i västra Tjeckien och sydöstra Tyskland.